# Nekrolog November 2018
Nekrolog
◄◄
| ◄
| 2014
| 2015
| 2016
| 2017
| 2018 | 2019 | 2020 | 2021 | 2022 | ►
Januar |
Februar |
März |
April |
Mai |
Juni |
Juli |
August |
September |
Oktober |
November |
Dezember 2018
Weitere Ereignisse | Allgemeiner Nekrolog 2018
Die Beschreibung der verstorbenen Person sollte so kurz wie möglich gehalten sein und nur deren signifikante Tätigkeit(en) enthalten.
Neue Namen ggf. auch unter dem Geburts- und Sterbedatum, also etwa unter 1. Januar und im Geburts- und Sterbejahr (2024) eintragen (nur bei entsprechender großer Wichtigkeit). Für Beispiele siehe die schon vorhandenen Artikel.
Außerdem über die fünf zuletzt Verstorbenen, zu denen es einen ausreichend guten Artikel für eine Präsentation auf der Hauptseite gibt, nach der todesbedingten Überarbeitung der Artikel ggf. auch unter Wikipedia Diskussion:Hauptseite informieren und sie am besten auch in den anderen Wikipedia-Sprachversionen eintragen. Tipp: Regelmäßig bei news.google.de nach „ist tot“, „gestorben“ oder „verstorben“ suchen.
Wenn eine Person gestorben ist, gibt es viele Seiten zu dieser Person in der Wikipedia, die davon auch betroffen sind und entsprechend aktualisiert werden müssen. Beispiele: Namenübersichtsseite, Geburtsjahr, Geburtsort-Seiten und viele mehr.
Wie finde ich die betroffenen Seiten?
Im Suchfeld auf der linken Seite gibt man den Suchbegriff so ein: „Vorname Nachname“. Dann klickt man auf Volltext und alle Seiten mit entsprechendem Suchtext werden aufgerufen. Hier sieht man dann schnell, wo auch das Todesjahr Sinn macht oder sogar ein Teil des Artikels angepasst werden muss. Auch hilft das „Werkzeug“ auf der linken Seite sehr gut, um solche Seiten aufzufinden: „Links auf diese Seite“. Somit ist die Wikipedia wieder aktuell in allen Bereichen! Hinweis: bei Eintragung der Kategorie „Gestorben JAHR“ wird der Missbrauchsfilter 49 ausgelöst, was jedoch nicht schlimm ist. Siehe: Spezial:Missbrauchsfilter/49
Dies ist eine Liste von im November 2018 verstorbenen bekannten Persönlichkeiten. Die Einträge erfolgen innerhalb der einzelnen Daten alphabetisch sortiert. Tiere sind im Nekrolog für Tiere zu finden.

## November
Bearbeitungshinweis: Neue Todesfälle bitte nach Tagen geordnet eintragen. Die Todesfälle desselben Tages bitte in alphabetischer Reihenfolge absteigend einfügen.
| Tag          | Name                                          | Beruf, bekannt als                                                           | Alter | Beleg                       |
| ------------ | --------------------------------------------- | ---------------------------------------------------------------------------- | ----- | --------------------------- |
| 30. November | Peter Armitage                                | britischer Schauspieler                                                      | 79    |                             |
| 30. November | George H. W. Bush                             | US-amerikanischer Politiker                                                  | 94    |                             |
| 30. November | Betty Elizalde                                | argentinische Journalistin und Radiomoderatorin                              | 78    |                             |
| 30. November | Dieter Engelhardt                             | deutscher Fußballspieler                                                     | 80    |                             |
| 30. November | Pelden Gyatsho                                | tibetischer Mönch                                                            | 85    |                             |
| 30. November | Martha Höhl                                   | deutsche Bibliothekarin                                                      | 88    |                             |
| 30. November | Andreas Janc                                  | österreichischer Skilangläufer                                               | 80    |                             |
| 30. November | Víctor Lara Vásquez                           | peruanischer Komponist und Akkordeonist                                      | 93    |                             |
| 30. November | Dagobert Lindlau                              | deutscher Journalist und Schriftsteller                                      | 88    |                             |
| 30. November | Sandro Mayer                                  | italienischer Journalist und Schriftsteller                                  | 77    |                             |
| 30. November | René Rodas                                    | salvadorianischer Dichter, Schriftsteller und Journalist                     | 55    |                             |
| 30. November | Ahmad Taheri                                  | iranisch-deutscher Autor und Journalist                                      | ≈85   |                             |
| 30. November | Dražen Vukov Colić                            | jugoslawischer bzw. kroatischer Journalist und Diplomat                      | 74    |                             |
| 29. November | Élisa Brune                                   | belgische Schriftstellerin und Journalistin                                  | 52    |                             |
| 29. November | Brigitte Gapais-Dumont                        | französische Florettfechterin                                                | 74    |                             |
| 29. November | Ruth Haring                                   | US-amerikanische Schachspielerin                                             | 63    |                             |
| 29. November | Kawasaki Masaru                               | japanischer Komponist                                                        | 94    |                             |
| 29. November | Ulrich Leyendecker                            | deutscher Komponist                                                          | 72    |                             |
| 29. November | Hans Maier                                    | niederländischer Wasserballspieler                                           | 102   |                             |
| 29. November | Christine Muzio                               | französische Florettfechterin                                                | 67    |                             |
| 30. November | Hannelore Schüler                             | deutsche Theaterschauspielerin und Synchronsprecherin                        | 92    |                             |
| 29. November | Otto Stark                                    | österreichisch-deutscher Kabarettist                                         | 96    |                             |
| 29. November | Erich Wolny                                   | österreichischer Jurist und Magistratsdirektor                               | 70    |                             |
| 28. November | Thomas Jonathan Jackson Altizer               | US-amerikanischer Religionswissenschaftler                                   | 91    |                             |
| 28. November | Waltel Branco                                 | brasilianischer Komponist, Multiinstrumentalist und Musikproduzent           | 89    |                             |
| 28. November | Eddie C. Campbell                             | US-amerikanischer Bluesmusiker                                               | 79    |                             |
| 28. November | Nicanor de Carvalho                           | brasilianischer Fußballspieler und Fußballtrainer                            | 71    |                             |
| 28. November | Swaebou Conateh                               | gambischer Journalist und Herausgeber                                        | 74    |                             |
| 28. November | Irene Domínguez                               | chilenisch-französische bildende Künstlerin                                  | 88    |                             |
| 28. November | Werner Hans Engelhardt                        | deutscher Wirtschaftswissenschaftler                                         | 86    |                             |
| 28. November | Richard H. Fulton                             | US-amerikanischer Politiker                                                  | 91    |                             |
| 28. November | Jochen Gleichmann                             | deutscher Trompeter                                                          | 77?   |                             |
| 28. November | Ignaz Görtz                                   | deutscher Archivar und Heimatforscher                                        | 87    |                             |
| 28. November | Gary Haisman                                  | britischer Sänger und Stilikone des Acid House                               | 60    |                             |
| 28. November | Lubomír Kostelka                              | tschechischer Schauspieler                                                   | 91    |                             |
| 28. November | Andrea Milani                                 | italienischer Mathematiker und Astronom                                      | 70    |                             |
| 28. November | Robert Morris                                 | US-amerikanischer bildender Künstler                                         | 87    |                             |
| 28. November | Roger Neumann                                 | US-amerikanischer Jazzmusiker                                                | 77    |                             |
| 28. November | Ed Pastor                                     | US-amerikanischer Politiker                                                  | 75    |                             |
| 28. November | Erwin Reisch                                  | deutscher Agrarwissenschaftler                                               | 94    |                             |
| 28. November | Uli Scherer                                   | österreichischer Pianist                                                     | 65    |                             |
| 28. November | Klaus-Dieter Schotte                          | deutscher Physiker                                                           | 80    |                             |
| 28. November | Harry Leslie Smith                            | britischer Autor und Kommentator                                             | 95    |                             |
| 28. November | Siegfried Vollrath                            | deutscher Fußballspieler- und -trainer                                       | 90    |                             |
| 27. November | Franz Bader                                   | deutscher Physiker                                                           | 96    |                             |
| 27. November | Günter Gottlieb                               | deutscher Radsportler                                                        | 72    |                             |
| 27. November | Medardo Luis Luzardo Romero                   | venezolanischer Erzbischof                                                   | 83    |                             |
| 27. November | Johnny Maddox                                 | US-amerikanischer Ragtime-Pianist                                            | 91    |                             |
| 27. November | Volker Martin                                 | deutscher Architekt und Stadtplaner                                          | 74    |                             |
| 27. November | Helmut Noll                                   | deutscher Ruderer                                                            | 84    |                             |
| 27. November | Manuel Pereda de Castro                       | spanischer Bildhauer, Maler und Bühnenbildner                                | 69    |                             |
| 27. November | Goran Stefanovski                             | jugoslawischer bzw. mazedonischer Dramatiker                                 | 66    |                             |
| 26. November | Jean Barker, Baroness Trumpington             | britische Politikerin                                                        | 96    |                             |
| 26. November | Nick Benjamin                                 | deutscher Off-Sprecher                                                       | 72    |                             |
| 26. November | Bernardo Bertolucci                           | italienischer Filmregisseur                                                  | 77    |                             |
| 26. November | David C. Byers                                | US-amerikanischer Raumfahrtforscher                                          | 79    | [ 1 ]                       |
| 26. November | Luc Deflo                                     | belgischer Kriminalschriftsteller                                            | 60    |                             |
| 26. November | Heinz Griesel                                 | deutscher Mathematiker                                                       | 87    |                             |
| 26. November | Samuel Hadida                                 | französischer Filmproduzent                                                  | 64    |                             |
| 26. November | Suse Heinze                                   | deutsche Kunstspringerin                                                     | 98    |                             |
| 26. November | Stephen Hillenburg                            | US-amerikanischer Comiczeichner                                              | 57    |                             |
| 26. November | Bertolt Just                                  | deutscher Bildhauer und Steinmetz                                            | 57    |                             |
| 26. November | Lorenz Knorr                                  | deutscher Politiker und Journalist                                           | 97    |                             |
| 26. November | Walter B. Loewenstein                         | US-amerikanischer Physiker                                                   | 91    |                             |
| 26. November | Iravatham Mahadevan                           | indischer Epigraphiker                                                       | 88    |                             |
| 26. November | Tomás Maldonado                               | argentinischer Maler und Designer                                            | 96    |                             |
| 26. November | Frederico Ningi                               | angolanischer Dichter und Journalist                                         | 59    |                             |
| 26. November | Friedrich Schadeberg                          | deutscher Unternehmer                                                        | 98    |                             |
| 26. November | Leo Schwarz                                   | deutscher Bischof                                                            | 87    |                             |
| 26. November | Christian Jürgen Süss                         | deutscher Dirigent                                                           | 81    |                             |
| 26. November | Günter Wetzel                                 | deutscher Politiker                                                          | 96    |                             |
| 26. November | Eugen von der Wiesche                         | deutscher Politiker                                                          | 89    |                             |
| 26. November | Mike Zero                                     | deutscher Musiker                                                            | 47    |                             |
| 25. November | Decebal Balaur                                | rumänischer Fußballspieler                                                   | 56    |                             |
| 25. November | Gundolf Beier                                 | deutscher Rechtsmediziner                                                    | 83    |                             |
| 25. November | Nina Beilina                                  | russisch-US-amerikanische Violinistin                                        | 87    |                             |
| 25. November | Randolph L. Braham                            | rumänisch-US-amerikanischer Historiker                                       | 95    |                             |
| 25. November | Giuliana Calandra                             | italienische Schauspielerin                                                  | 82    |                             |
| 25. November | Karl Heinz Fasol                              | österreichischer Maschinenbauingenieur und Hochschullehrer                   | 91    |                             |
| 25. November | Werner Heubaum                                | deutscher Politiker                                                          | 87    |                             |
| 25. November | Fakhri Kaddori                                | irakischer Politiker                                                         | 86    |                             |
| 25. November | Gloria Katz                                   | US-amerikanische Drehbuchautorin und Produzentin                             | 76    |                             |
| 25. November | Wright King                                   | US-amerikanischer Schauspieler                                               | 95    |                             |
| 25. November | Priit Kruus                                   | estnischer Literaturwissenschaftler und Schriftsteller                       | 36    |                             |
| 25. November | Łukasz Kwiatkowski                            | polnischer Bahnradsportler                                                   | 36    |                             |
| 25. November | Philip Levine                                 | US-amerikanischer Altphilologe und Paläograf                                 | 96    |                             |
| 25. November | Norio Maeda                                   | japanischer Jazzmusiker und Filmkomponist                                    | 83    |                             |
| 25. November | Victor Martens                                | kanadischer Tenor und Gesangspädagoge                                        | 87    |                             |
| 25. November | Robert Miura                                  | US-amerikanischer Mathematiker und Biophysiker                               | 80    |                             |
| 25. November | Eckart Müllner                                | deutscher Neurologe                                                          | 77    |                             |
| 25. November | Gene I. Rochlin                               | US-amerikanischer Physiker und Politikwissenschaftler                        | 80    |                             |
| 25. November | C. K. Jaffer Sharief                          | indischer Politiker                                                          | 85    |                             |
| 24. November | Ambareesh                                     | indischer Schauspieler und Politiker                                         | 66    |                             |
| 24. November | Enrique Bernales                              | peruanischer Politiker und Anwalt                                            | 78    |                             |
| 24. November | David Defiagbon                               | nigerianischer Schwergewichtsboxer                                           | 48    |                             |
| 24. November | Harold Farberman                              | US-amerikanischer Dirigent und Komponist                                     | 89    |                             |
| 24. November | Martin Göß                                    | deutscher Posaunist                                                          | 82    |                             |
| 24. November | Saida Gunba                                   | sowjetische Leichtathletin                                                   | 59    |                             |
| 24. November | Rune Jansson                                  | schwedischer Ringer                                                          | 86    |                             |
| 24. November | Ricky Jay                                     | US-amerikanischer Zauberkünstler und Schauspieler                            | 72    |                             |
| 24. November | Sy Kattelson                                  | US-amerikanischer Fotograf                                                   | 95    |                             |
| 24. November | Álvaro Malta                                  | portugiesischer Opernsänger                                                  | 87    |                             |
| 24. November | Robert Charles Morlino                        | US-amerikanischer Bischof                                                    | 71    |                             |
| 24. November | Roland Peters                                 | deutscher Eishockeyspieler                                                   | 67    |                             |
| 24. November | Kathleen Petyarre                             | australische Künstlerin                                                      | ≈80   |                             |
| 24. November | Věra Růžičková                                | tschechoslowakische Turnerin                                                 | 90    |                             |
| 23. November | Markus-Christian Amann                        | deutscher Ingenieurwissenschaftler                                           | 67    |                             |
| 23. November | Marc Bouissou                                 | französischer Ruderer                                                        | 87    |                             |
| 23. November | Betty Bumpers                                 | US-amerikanische Aktivistin                                                  | 93    |                             |
| 23. November | Franz Friedrich                               | österreichischer Schauspieler                                                | 78    |                             |
| 23. November | Bernard Gauthier                              | französischer Radrennfahrer                                                  | 94    |                             |
| 23. November | Hammoud Junaid                                | syrischer Aktivist                                                           | 38    |                             |
| 23. November | Raed Fares                                    | syrischer Aktivist und Journalist                                            | 46    |                             |
| 23. November | Bujor Hălmăgeanu                              | rumänischer Fußballspieler                                                   | 77    |                             |
| 23. November | Fritz E. Maeder                               | Schweizer Kameramann                                                         | 82    |                             |
| 23. November | Volker Mahnert                                | österreichischer Entomologe                                                  | 74    |                             |
| 23. November | Bob McNair                                    | US-amerikanischer Unternehmer                                                | 81    |                             |
| 23. November | María Isabel Murillo                          | kolumbianische Musiktheaterregisseurin und -produzentin                      | 61    |                             |
| 23. November | Frank Mutschmann                              | deutscher Tierarzt und Parasitologe                                          | 61    |                             |
| 23. November | Nicolas Roeg                                  | britischer Filmregisseur                                                     | 90    |                             |
| 23. November | Bruno Rühl                                    | deutscher Politiker                                                          | 92    |                             |
| 23. November | Gerard Unger                                  | niederländischer Grafikdesigner, Schriftentwerfer und Typograf               | 76    |                             |
| 23. November | Inna Wischnewskaja                            | sowjetische bzw. russische Literaturwissenschaftlerin und Hochschullehrerin  | 93    |                             |
| 22. November | Soslan Andijew                                | sowjetischer bzw. ossetischer Ringer                                         | 66    |                             |
| 22. November | Muhammad bin Scharifa                         | marokkanischer Wissenschaftler                                               | 88    |                             |
| 22. November | Geoffrey Davis                                | britischer Anglist                                                           | 74    |                             |
| 22. November | Andrzej Fischer                               | polnischer Fußballtorhüter                                                   | 66    |                             |
| 22. November | Baha Güngör                                   | deutscher Journalist und Buchautor                                           | 68    |                             |
| 22. November | Thilo Kalke                                   | deutscher Musiker (Piano, Oboe, Komposition)                                 | 94    |                             |
| 22. November | Imrat Khan                                    | indischer Sitarspieler                                                       | 83    |                             |
| 22. November | Karl-Heinz King                               | deutscher Balletttänzer, Choreograf und Tanzpädagoge                         | 89    |                             |
| 22. November | Henry Korman                                  | polnisch-deutscher Holocaustüberlebender                                     | 98    |                             |
| 22. November | Justus Krümpelmann                            | deutscher Rechtswissenschaftler                                              | 83    |                             |
| 22. November | Yu-chien Kuan                                 | chinesischer Schriftsteller                                                  | 87    |                             |
| 22. November | Jürgen Lahrtz                                 | deutscher Musikproduzent                                                     | 89    |                             |
| 22. November | Willie Naulls                                 | US-amerikanischer Basketballspieler                                          | 84    |                             |
| 22. November | Manfred Pagel                                 | deutscher Politiker                                                          | 89    | [ 2 ]                       |
| 22. November | Alexei Rudoi                                  | russischer Geograph                                                          | 66    |                             |
| 22. November | Carrie Saxon Perry                            | US-amerikanische Politikerin                                                 | 87    |                             |
| 22. November | Vera Schlosser                                | Schweizer Opernsängerin                                                      | 89    |                             |
| 22. November | Alexander J. Seiler                           | Schweizer Filmregisseur                                                      | 90    |                             |
| 22. November | Geoffrey V. Davis                             | britischer Literaturwissenschaftler                                          | 74    |                             |
| 22. November | Wolfgang Wohlmayr                             | österreichischer Archäologe                                                  | 59    |                             |
| 21. November | Malam Maman Barka                             | nigrischer Musiker                                                           | 59    |                             |
| 21. November | Günter Beaugrand                              | deutscher Journalist und Publizist                                           | 91    |                             |
| 21. November | Fernando Schiappa de Campos                   | portugiesischer Architekt                                                    | 92    |                             |
| 21. November | Michele Carey                                 | US-amerikanische Schauspielerin                                              | 75    |                             |
| 21. November | Evaristo Marc Chengula                        | tansanischer Bischof                                                         | 77    |                             |
| 21. November | Jens Lorenz Franzen                           | deutscher Paläontologe                                                       | 81    |                             |
| 21. November | Diether Gebert                                | deutscher Psychologe                                                         | 78    |                             |
| 21. November | Olivia Hooker                                 | US-amerikanische Psychologin                                                 | 103   |                             |
| 21. November | George Howard                                 | US-amerikanischer Hebraist                                                   | 83    |                             |
| 21. November | Dieter Kock                                   | deutscher Mammaloge                                                          | 81    |                             |
| 21. November | Wolfram Kopfermann                            | deutscher Theologe und Autor                                                 | 80    |                             |
| 21. November | Igor Korobow                                  | russischer Geheimdienstchef                                                  | 62    |                             |
| 21. November | Devin Lima                                    | US-amerikanischer Sänger                                                     | 41    |                             |
| 21. November | Günther van Norden                            | deutscher Historiker                                                         | 90    |                             |
| 21. November | Salvatore A. Sanna                            | italienischer Lyriker                                                        | 83    |                             |
| 21. November | Willi Skibinski                               | deutscher Landwirt und Parteifunktionär                                      | 89    |                             |
| 21. November | Edward Timms                                  | britischer Germanist und Autor                                               | 81    |                             |
| 21. November | Francisco de Paula Victor                     | brasilianischer Bischof                                                      | 83    |                             |
| 21. November | Peter Wolter                                  | deutscher Journalist                                                         | 71    |                             |
| 21. November | Luisa Cuesta                                  | uruguayische Menschenrechtsaktivistin                                        | 98    |                             |
| 20. November | Schlomo Arel                                  | israelischer Generalmajor                                                    | 98    |                             |
| 20. November | Roy Bailey                                    | britischer Folksänger und Soziologe                                          | 83    |                             |
| 20. November | Cyril Belshaw                                 | neuseeländisch-kanadischer Anthropologe                                      | 96    |                             |
| 20. November | James Hadley Billington                       | US-amerikanischer Bibliothekar und Historiker                                | 89    |                             |
| 20. November | Eddie C. Campbell                             | US-amerikanischer Bluesmusiker                                               | 79    |                             |
| 20. November | Mac Collins                                   | US-amerikanischer Politiker                                                  | 74    |                             |
| 20. November | Scott English                                 | US-amerikanischer Singer-Songwriter                                          | 81    |                             |
| 20. November | Almira Janbuchtina                            | sowjetische bzw. russische Kunstwissenschaftlerin                            | 80    |                             |
| 20. November | Harald Heilmann                               | deutscher Komponist                                                          | 94    |                             |
| 20. November | Alexandra M. Jaffe                            | US-amerikanische Linguistin und Anthropologin                                | 58    |                             |
| 20. November | Gerhard Jäger                                 | österreichischer Journalist und Schriftsteller                               | 52    |                             |
| 20. November | Aaron Klug                                    | britischer Biochemiker und Molekularbiologe                                  | 92    |                             |
| 20. November | Henry Metzger                                 | US-amerikanischer Immunologe                                                 | 86    |                             |
| 20. November | Vincent Moran                                 | maltesischer Politiker                                                       | 86    |                             |
| 20. November | Gerhard Naulin                                | deutscher Gesundheitsbeamter                                                 | 96    |                             |
| 20. November | Eimuntas Nekrošius                            | litauischer Regisseur und Schauspieler                                       | 65    |                             |
| 20. November | Josef Schröer                                 | deutscher Politiker                                                          | 91    |                             |
| 20. November | Dietmar Schwager                              | deutscher Fußballspieler                                                     | 78    |                             |
| 20. November | Monica Sims                                   | britische Radioproduzentin und Direktorin                                    | 93    |                             |
| 20. November | Peter Stöckicht                               | deutscher Jurist und Politiker                                               | 88    |                             |
| 19. November | Uwe Abresch                                   | deutscher Mathematiker                                                       | 60    |                             |
| 19. November | Georges Benedetti                             | französischer Politiker                                                      | 88    |                             |
| 19. November | Chris Burroughs                               | US-amerikanischer Singer/Songwriter                                          | ?     |                             |
| 19. November | Pablo Cedano Cedano                           | dominikanischer Bischof                                                      | 82    |                             |
| 19. November | Esther Chávez                                 | peruanische Schauspielerin                                                   | 90    |                             |
| 19. November | Alfred Evers                                  | belgischer Politiker                                                         | 83    |                             |
| 19. November | Apisai Ielemia                                | tuvaluischer Politiker                                                       | 63    |                             |
| 19. November | Günther Fritzschen                            | deutscher Verwaltungsjurist und Beamter                                      | 88    |                             |
| 19. November | Dominik Loyen                                 | deutscher Basejumper                                                         | 50    |                             |
| 19. November | Dan Maloney                                   | kanadischer Eishockeyspieler und -trainer                                    | 68    |                             |
| 19. November | Orlando Mohorović                             | kroatischer Künstler                                                         | 68    |                             |
| 19. November | Bernhard Neumann                              | deutscher Theologe                                                           | 90    |                             |
| 19. November | Eva Probst                                    | deutsche Schauspielerin                                                      | 88    |                             |
| 19. November | Alí Rodríguez Araque                          | venezolanischer Politiker, Diplomat und Anwalt                               | 81    |                             |
| 19. November | Hans Otto Schön                               | deutscher Geodät                                                             | 93    |                             |
| 19. November | Stefan Schwerdtfeger                          | deutscher Architekt, Bildhauer und Maler                                     | 90    |                             |
| 19. November | Witold Sobociński                             | polnischer Kameramann                                                        | 89    |                             |
| 19. November | Xiao Yi                                       | taiwanisch-US-amerikanischer Wuxia-Schriftsteller                            | 83    |                             |
| 18. November | Héctor Beltrán Leyva                          | mexikanischer Drogenhändler                                                  | 53    |                             |
| 18. November | Klaus Birkefeld                               | deutscher Schauspieler, Autor und Regisseur                                  | 67    |                             |
| 18. November | Klaus Bockisch                                | deutscher Fußballspieler                                                     | 79    |                             |
| 18. November | Werner Correll                                | deutscher Psychologe                                                         | 90    |                             |
| 18. November | Walter S. Gibson                              | US-amerikanischer Kunsthistoriker                                            | 86    |                             |
| 18. November | Ralf Hentrich                                 | deutscher Grafiker und Zeichner                                              | 53    |                             |
| 18. November | James Lester Hogg                             | britischer Anglist und Religionshistoriker                                   | 87    |                             |
| 18. November | Hans Konwiarz                                 | deutscher Architekt                                                          | 98    |                             |
| 18. November | Gabrielle Meyer                               | französische Leichtathletin                                                  | 71    |                             |
| 18. November | Erich Mittenecker                             | österreichischer Psychologe                                                  | 96    |                             |
| 18. November | Anthony Newcomb                               | US-amerikanischer Musikwissenschaftler                                       | 77    |                             |
| 17. November | Rudolf Affemann                               | deutscher Theologe und Psychotherapeut                                       | 90    |                             |
| 17. November | Harvey Arden                                  | US-amerikanischer Autor                                                      | 83    |                             |
| 17. November | Richard Baker                                 | britischer Rundfunkjournalist und Nachrichtensprecher                        | 93    |                             |
| 17. November | Jens Büchner                                  | deutscher Schlagersänger und Reality-TV-Darsteller                           | 49    |                             |
| 17. November | John Allen Chau                               | US-amerikanischer Missionar                                                  | 26    |                             |
| 17. November | Cheng Kaijia                                  | chinesischer Nuklearphysiker und Ingenieur                                   | 100   |                             |
| 17. November | Eduard von Falz-Fein                          | liechtensteinischer Adliger und Sportfunktionär                              | 106   |                             |
| 17. November | Elisabeth Grünenwald                          | deutsche Kunsthistorikerin und Archivarin                                    | 97    |                             |
| 17. November | Hans-Rudolf Hagemann                          | Schweizer Rechtshistoriker und Verleger                                      | 90    |                             |
| 17. November | Alfred Hütter                                 | österreichischer Journalist                                                  | 64    |                             |
| 17. November | Uwe Lohrmann                                  | deutscher Komponist, Organist und Chorleiter                                 | 81    |                             |
| 17. November | Gino Molinari                                 | ecuadorianischer Fernsehkoch und Schauspieler                                | 62    |                             |
| 17. November | Teruaki Mukaiyama                             | japanischer Chemiker                                                         | 91    |                             |
| 17. November | Alyque Padamsee                               | indischer Werbefilmer und Theaterschaffender                                 | 87    |                             |
| 17. November | Diana Petrynenko                              | ukrainische Sängerin                                                         | 88    |                             |
| 17. November | Rafael Rodríguez Almodóvar                    | spanischer Dichter                                                           | 97    |                             |
| 17. November | Metin Türel                                   | türkischer Fußballtrainer und -spieler                                       | 81    |                             |
| 16. November | Jörg Bräunig                                  | deutscher Kantor und Organist                                                | 49    |                             |
| 16. November | George A. Cooper                              | britischer Schauspieler                                                      | 93    |                             |
| 16. November | Pablo Ferro                                   | US-amerikanischer Filmtitel-Designer und Comiczeichner                       | 83    |                             |
| 16. November | William Goldman                               | US-amerikanischer Drehbuchautor und Schriftsteller                           | 87    |                             |
| 16. November | Thierry Lalo                                  | französischer Jazzmusiker, Arrangeur und Komponist                           | 55    |                             |
| 16. November | Karl Hackl                                    | österreichischer Jurist und Rechtshistoriker                                 | 85    |                             |
| 16. November | Werner Leonhard                               | deutscher Elektroingenieur                                                   | 92    |                             |
| 16. November | John Poyner                                   | britischer Tontechniker                                                      |       |                             |
| 16. November | Cecylia Roszak                                | polnische Widerstandskämpferin                                               | 110   |                             |
| 16. November | Dirk Schulte Strathaus                        | deutscher Zeitungsverleger                                                   | 78    |                             |
| 16. November | Mateo Vilagrasa                               | spanischer Maler                                                             | 74    |                             |
| 15. November | Edward Dickinson Blodgett                     | kanadischer Lyriker und Literaturwissenschaftler                             | 83    |                             |
| 15. November | John Bluthal                                  | britischer Schauspieler                                                      | 89    |                             |
| 15. November | Kevin Bryan                                   | US-amerikanischer Jazzmusiker                                                | 53    |                             |
| 15. November | Roy Clark                                     | US-amerikanischer Countrymusiker                                             | 85    |                             |
| 15. November | Ilse Dröge-Modelmog                           | deutsche Soziologin                                                          | 77    |                             |
| 15. November | Takayuki Fujikawa                             | japanischer Fußballspieler                                                   | 56    |                             |
| 15. November | Adolf Grünbaum                                | US-amerikanischer Physiker und Wissenschaftsphilosoph                        | 95    |                             |
| 15. November | Edwin Marian                                  | deutscher Schauspieler                                                       | 90    |                             |
| 15. November | Schores Medwedew                              | russischer Biochemiker, Historiker und sowjetischer Dissident                | 93    |                             |
| 15. November | Jan Persson                                   | dänischer Fotograf                                                           | 75    |                             |
| 15. November | George Psathas                                | US-amerikanischer Soziologe                                                  | 89    |                             |
| 15. November | Helmut Schareika                              | deutscher Altphilologe und Germanist                                         | 72    |                             |
| 15. November | Aldyr Schlee                                  | brasilianischer Schriftsteller                                               | 83    |                             |
| 15. November | Josef Tscholl                                 | italienischer Theologe                                                       | 90    |                             |
| 15. November | Yves Yersin                                   | Schweizer Filmregisseur, -drehbuchautor und -produzent                       | 76    |                             |
| 14. November | Frank Arlig                                   | deutscher Schriftsteller und Verleger                                        | 86    |                             |
| 14. November | Camilo Catrillanca                            | chilenischer Aktivist                                                        | 24    |                             |
| 14. November | Wolf Donner                                   | deutscher Entwicklungshelfer und Autor                                       | 95    |                             |
| 14. November | Xalbador Garmendia                            | spanischer Schriftsteller und baskischer Übersetzer                          | 86    |                             |
| 14. November | Morten Grunwald                               | dänischer Schauspieler                                                       | 83    |                             |
| 14. November | James V. Hansen                               | US-amerikanischer Politiker                                                  | 86    |                             |
| 14. November | Rolf Hoppe                                    | deutscher Schauspieler                                                       | 87    |                             |
| 14. November | Francisco Molina                              | chilenischer Fußballspieler                                                  | 88    |                             |
| 14. November | Fernando del Paso                             | mexikanischer Schriftsteller und Dichter                                     | 83    |                             |
| 14. November | Fritz Rohrlich                                | US-amerikanischer Physiker                                                   | 97    |                             |
| 14. November | Masahiro Sayama                               | japanischer Jazzmusiker und Filmkomponist                                    | 64    |                             |
| 14. November | Mario Suárez                                  | venezolanischer Sänger                                                       | 92    |                             |
| 13. November | Franz Annen                                   | Schweizer Theologe                                                           | 76    |                             |
| 13. November | Johan Asplund                                 | schwedischer Soziologe                                                       | 81    |                             |
| 13. November | Robert C. Atchley                             | US-amerikanischer Gerontologe und Soziologe                                  | 79    |                             |
| 13. November | Oswald Beck                                   | deutscher Germanist und Pädagoge                                             | 90    |                             |
| 13. November | Ronald P. Dore                                | britischer Soziologe                                                         | 93    |                             |
| 13. November | Luigi Vittorio Ferraris                       | italienischer Diplomat                                                       | 90    |                             |
| 13. November | Lucho Gatica                                  | chilenischer Sänger                                                          | 90    |                             |
| 13. November | Zdeňka Hledíková                              | tschechische Historikerin und Archivarin                                     | 80    |                             |
| 13. November | Heinz-Georg Kamler                            | österreichischer Manager, Unternehmer und Leichtathlet                       | 76    |                             |
| 13. November | Hiroaki Katayama                              | japanischer Jazzmusiker                                                      | 67    |                             |
| 13. November | Katherine MacGregor                           | US-amerikanische Schauspielerin                                              | 93    |                             |
| 13. November | David Stewart                                 | schottischer Fußballspieler                                                  | 71    |                             |
| 13. November | Hans-Jürgen Thomas                            | deutscher Fußballspieler                                                     | 70    |                             |
| 12. November | Gary Belcher                                  | US-amerikanischer Automobilrennfahrer                                        | 78    |                             |
| 12. November | Blanche Burton-Lyles                          | US-amerikanische Musikerin                                                   | 85    |                             |
| 12. November | John Cairns                                   | britischer Mediziner und Molekularbiologe                                    | 95    |                             |
| 12. November | André da Costa Belo                           | osttimoresischer Unabhängigkeitskämpfer und Politiker                        | 59    |                             |
| 12. November | D. J. Finney                                  | britischer Statistiker                                                       | 101   |                             |
| 12. November | Kurt Frederic Kaiser                          | US-amerikanischer Musiker                                                    | 83    |                             |
| 12. November | Kim Chul-hwan                                 | koreanischer Taekwondo-Großmeister                                           | 63    |                             |
| 12. November | Ananth Kumar                                  | indischer Politiker                                                          | 59    |                             |
| 12. November | Stan Lee                                      | US-amerikanischer Comicautor                                                 | 95    |                             |
| 12. November | Sulayman Nyang                                | gambischer Afrikanist                                                        | 74    |                             |
| 12. November | David Pearson                                 | US-amerikanischer Automobilrennfahrer                                        | 83    |                             |
| 12. November | Christian Petry                               | deutscher Pädagoge, Sozialwissenschaftler und Historiker                     | 77    |                             |
| 12. November | Urs Roth                                      | Schweizer Manager                                                            | 58    |                             |
| 12. November | Alain Rüegg                                   | Schweizer Mathematiker                                                       | 86    |                             |
| 12. November | Wolfgang Schlüter                             | deutscher Jazz-Vibrafonist und -Perkussionist                                | 85    |                             |
| 12. November | Ronald Anthony Schorn                         | US-amerikanischer Astronom                                                   | 83    |                             |
| 12. November | Henning von Storch                            | deutscher Politiker                                                          | 84    |                             |
| 12. November | Edy Toscano                                   | Schweizer Bauingenieur                                                       | 91    |                             |
| 12. November | Willy Zeller                                  | Schweizer Wirtschaftsjournalist                                              | 89    |                             |
| 12. November | Dietmar Zoedler                               | deutscher Mediziner                                                          | 97    |                             |
| 11. November | Michael Amon                                  | österreichischer Autor                                                       | 64    |                             |
| 11. November | Pedro Aranda Díaz-Muñoz                       | mexikanischer Erzbischof                                                     | 85    |                             |
| 11. November | Dominic Carmon                                | US-amerikanischer Bischof                                                    | 87    |                             |
| 11. November | Shakti Gawain                                 | US-amerikanische Autorin                                                     | 70    |                             |
| 11. November | Adolf Grabner                                 | österreichischer Förster und Museumspädagoge                                 | 91    |                             |
| 11. November | Olga Harmony                                  | mexikanische Dramaturgin, Theaterkritikerin und Schriftstellerin             | 90    |                             |
| 11. November | Eike Haenel                                   | deutscher Volkskundler                                                       | 80    |                             |
| 11. November | Peter Holzmann                                | deutscher Verleger                                                           | 82    |                             |
| 11. November | Amadou Laoual                                 | nigrischer Lehrer und Politiker                                              | 74    |                             |
| 11. November | Ursula Lietz                                  | deutsche Politikerin                                                         | 78    |                             |
| 11. November | Alun Morgan                                   | britischer Jazzkritiker und -autor                                           | 90    |                             |
| 11. November | Ulrich Orbanz                                 | deutscher Mathematiker und Aktuar                                            | 73    |                             |
| 11. November | Douglas Rain                                  | kanadischer Schauspieler                                                     | 90    |                             |
| 11. November | Hans-Heinrich Schmid                          | deutscher Sachbuchautor                                                      | ≈64   |                             |
| 11. November | Hiroyuki Sonoda                               | japanischer Politiker                                                        | 76    |                             |
| 11. November | T. N. Srinivasan                              | indischer Wirtschaftswissenschaftler                                         | 85    |                             |
| 11. November | Günter Stahnke                                | deutscher Regisseur                                                          | 90    |                             |
| 11. November | Gunter Ullrich                                | deutscher Künstler                                                           | 93    |                             |
| 11. November | Carl Zytowski                                 | US-amerikanischer Opernsänger                                                | 97    |                             |
| 10. November | Ajuma Ameh-Otache                             | nigerianische Fußballspielerin                                               | 33    |                             |
| 10. November | Raffaele Baldassarre                          | italienischer Politiker                                                      | 62    |                             |
| 10. November | Robert Barth                                  | österreichischer Sportreporter und Rundfunkintendant                         | 56    |                             |
| 10. November | Wulf Beleites                                 | deutscher Journalist, Satiriker und Buchautor                                | 71    |                             |
| 10. November | Heinrich Bohmert                              | deutscher Chirurg                                                            | 88    |                             |
| 10. November | Sabine Brandt                                 | deutsche Schriftstellerin                                                    | 91    | [ 3 ]                       |
| 10. November | Manfred Flegel                                | deutscher Politiker                                                          | 91    |                             |
| 10. November | Konrad Gisler                                 | Schweizer Politiker                                                          | 94    |                             |
| 10. November | Willi Herbert                                 | deutscher Fußballspieler                                                     | 80    |                             |
| 10. November | Ian McDougall                                 | australischer Geologe                                                        | 83    |                             |
| 10. November | Bert Onnes                                    | niederländischer Tischtennisspieler und -trainer                             | 80    |                             |
| 10. November | Liz J. Patterson                              | US-amerikanische Politikerin                                                 | 78    |                             |
| 10. November | Gunter Ullrich                                | deutscher Grafiker, Maler und Kunstpädagoge                                  | 93    |                             |
| 9. November  | Dorothy L. Cheney                             | US-amerikanische Biologin                                                    | 68    |                             |
| 9. November  | Jürgen Gräber                                 | deutscher Manager                                                            | 62    |                             |
| 9. November  | Albert Herz                                   | deutscher Neuropharmakologe                                                  | 97    |                             |
| 9. November  | Roger Hoy                                     | englischer Fußballspieler                                                    | 71    |                             |
| 9. November  | Josef Huber                                   | deutscher Geistlicher und Kirchenrechtler                                    | 83    |                             |
| 9. November  | Gerhard Koß                                   | deutscher Onomastiker                                                        |       |                             |
| 9. November  | Eberhard Kreul                                | deutscher Gitarrenbauer                                                      | 81    |                             |
| 9. November  | Kurt Matthias Linicus                         | deutscher Politiker                                                          | 97    |                             |
| 9. November  | Meinert Meyer                                 | deutscher Erziehungswissenschaftler                                          | 77    |                             |
| 9. November  | Evelyn Meyka                                  | deutsche Schauspielerin, Hörspiel- und Synchronsprecherin                    | 81    | [ 4 ]                       |
| 9. November  | Zdzisław Sosnowski                            | polnischer Fußballtorhüter                                                   | 94    |                             |
| 9. November  | Barre Toelken                                 | US-amerikanischer Volkskundler                                               | 83    |                             |
| 9. November  | Robert Urbain                                 | belgischer Politiker                                                         | 87    |                             |
| 9. November  | André Wyss                                    | Schweizer Romanist                                                           | 71    |                             |
| 8. November  | Richard N. Fedorak                            | kanadischer Mediziner                                                        | 63    |                             |
| 8. November  | Bill Godbout                                  | US-amerikanischer Informatiker                                               | 79    |                             |
| 8. November  | Hildegard Korger                              | deutsche Schriftgestalterin                                                  | 83    |                             |
| 8. November  | C. Y. Lee                                     | chinesisch-US-amerikanischer Autor                                           | 102   |                             |
| 8. November  | Riccardo Levi-Setti                           | US-amerikanischer Physiker                                                   | 91    |                             |
| 8. November  | Armin Mätzler                                 | deutscher Kriminalbeamter und Sachbuchautor                                  | 88    |                             |
| 8. November  | Mariasilvia Spolato                           | italienische LGBT-Aktivistin                                                 | 83    |                             |
| 8. November  | Robert Shy                                    | US-amerikanischer Jazzmusiker                                                | ≈79   |                             |
| 8. November  | Lena Vandrey                                  | deutsch-französische bildende Künstlerin                                     | 77    |                             |
| 8. November  | Gottfried Weilenmann                          | Schweizer Radsportler                                                        | 98    |                             |
| 8. November  | Dennis Wrong                                  | US-amerikanischer Soziologe                                                  | 94    |                             |
| 8. November  | Marvin Zuckerman                              | US-amerikanischer Psychologe                                                 | 90    |                             |
| 7. November  | José Fortunato Álvarez Valdéz                 | mexikanischer Bischof                                                        | 50    |                             |
| 7. November  | Rolf Bick                                     | deutscher Theologe                                                           | 88    |                             |
| 7. November  | Robert Anthony Brucato                        | US-amerikanischer Bischof                                                    | 87    |                             |
| 7. November  | Rüdiger Degwert                               | deutscher Sportmediziner                                                     | 59    |                             |
| 7. November  | Allan Evans                                   | US-amerikanischer Opernsänger                                                | 77    |                             |
| 7. November  | Friedrich Heimler                             | deutsch-brasilianischer Bischof                                              | 76    |                             |
| 7. November  | Francis Lai                                   | französischer Komponist                                                      | 86    |                             |
| 7. November  | Uwe Linsdorf                                  | deutscher Disco-Betreiber                                                    | 64    |                             |
| 7. November  | Eberhard Machens                              | deutscher Geologe                                                            | 89    |                             |
| 7. November  | Achim Mehnert                                 | deutscher Schriftsteller                                                     | 56    |                             |
| 7. November  | Hannes Neumann                                | deutscher Basketballspieler und -trainer sowie Sportwissenschaftler          | 79    |                             |
| 7. November  | Mícheál Ó Súilleabháin                        | irischer Pianist und Komponist                                               | 67    |                             |
| 7. November  | Fritz Reimann                                 | Schweizer Gewerkschafter und Politiker                                       | 94    |                             |
| 7. November  | Hans-Jürgen Sebastian                         | deutscher Logistikwissenschaftler                                            | 74    |                             |
| 7. November  | Félix Valera Miranda                          | kubanischer Musiker, Orchesterleiter und Komponist                           | 79    |                             |
| 7. November  | Alan Watson                                   | britischer Rechtswissenschaftler                                             | 85    |                             |
| 6. November  | Inaam al-Mufti                                | jordanische Politikerin                                                      | 89    |                             |
| 6. November  | Jonathan Cantwell                             | australischer Radrennfahrer                                                  | 36    |                             |
| 6. November  | Franz Gehrels                                 | deutsch-US-amerikanischer Wirtschaftswissenschaftler                         | 96    |                             |
| 6. November  | Tetsuo Gotō                                   | japanischer Synchronsprecher                                                 | 68    |                             |
| 6. November  | Yamil Jaled Hernández                         | kubanischer Schauspieler                                                     | 41    |                             |
| 6. November  | John Heward                                   | kanadischer Jazzmusiker und Künstler                                         | 84    |                             |
| 6. November  | Berna Kirchner                                | deutsche Germanistin, Pädagogin, Unternehmerin und Kunstsammlerin            | 91    |                             |
| 6. November  | Marion Kobelt-Groch                           | deutsche Historikerin                                                        | 63    |                             |
| 6. November  | Hermann-Josef Kuhna                           | deutscher Maler                                                              | 73    |                             |
| 6. November  | Bernard Landry                                | kanadischer Politiker                                                        | 81    |                             |
| 6. November  | Frieder W. Lichtenthaler                      | deutscher Chemiker                                                           | 86    |                             |
| 6. November  | Hugh McDowell                                 | britischer Musiker                                                           | 65    |                             |
| 6. November  | Lidia Montanari                               | italienische Schauspielerin und Filmregisseurin                              | 70    |                             |
| 6. November  | Dave Morgan                                   | britischer Rennfahrer                                                        | 73    |                             |
| 6. November  | Bertram Schönwälder                           | deutscher Politiker                                                          | 82    |                             |
| 6. November  | Volker Steenblock                             | deutscher Philosoph                                                          | 60    |                             |
| 6. November  | Carlo Storai                                  | italienischer Radrennfahrer                                                  | 79    |                             |
| 6. November  | Christa Vetter                                | deutsche Hörspiel-Dramaturgin                                                | 86    |                             |
| 6. November  | Otto Wilke                                    | deutscher Politiker                                                          | 81    |                             |
| 5. November  | Leopoldas Kaminskas                           | litauischer Ingenieur                                                        | 94    |                             |
| 5. November  | Iris Meder                                    | deutsch-österreichische Architekturhistorikerin                              | 53    |                             |
| 5. November  | Andreas Schweiger                             | deutscher Biathlet                                                           | 65    |                             |
| 5. November  | Masanobu Shinozuka                            | japanisch-US-amerikanischer Bauingenieur                                     | 87    |                             |
| 5. November  | Gennadi Tschetwerikow                         | sowjetischer bzw. belarussischer Schauspieler, Stuntman und Zirkusdarsteller | 83    |                             |
| 4. November  | Karl-Heinz Adler                              | deutscher bildender Künstler                                                 | 91    |                             |
| 4. November  | Gian Luca Barandun                            | Schweizer Skirennläufer                                                      | 24    |                             |
| 4. November  | Alexander Galkin                              | russischer Fußballspieler und -trainer                                       | 70    |                             |
| 4. November  | Bernard Glassman                              | US-amerikanischer Zenmeister                                                 | 79    |                             |
| 4. November  | Peter Godman                                  | neuseeländischer Philologe und Historiker                                    | 63    | doi:10.1484/J.JML.4.2019006 |
| 4. November  | Kateryna Handsjuk                             | ukrainische Aktivistin                                                       | 33    |                             |
| 4. November  | Jeremy Heywood                                | britischer Beamter und Life Peer                                             | 56    |                             |
| 4. November  | Bertil Mårtensson                             | schwedischer Schriftsteller                                                  | 73    |                             |
| 4. November  | Andrzej Mitan                                 | polnischer Künstler                                                          | 68    |                             |
| 4. November  | John Njenga                                   | kenianischer Erzbischof                                                      | 89    |                             |
| 4. November  | Cyrill Pedolin                                | Schweizer Unihockeyspieler                                                   | 20    |                             |
| 4. November  | Melquiades Sánchez Orozco                     | mexikanischer Stadionsprecher                                                | 90    |                             |
| 4. November  | Shin Seong-il                                 | koreanischer Schauspieler                                                    | 81    |                             |
| 4. November  | Herbert Strunz                                | deutscher Wirtschaftswissenschaftler                                         | 57    |                             |
| 4. November  | Herbert Weichselbaumer                        | deutscher Fußballspieler                                                     | 80    |                             |
| 4. November  | Sieglinde Wiegand                             | deutsche Schauspielerin und Regisseurin                                      | 89    |                             |
| 3. November  | Jörg Ewald Dähler                             | Schweizer Dirigent, Cembalist und Komponist                                  | 85    |                             |
| 3. November  | Roland Danguillaume                           | französischer Radsportler                                                    | 93    |                             |
| 3. November  | Roland Douce                                  | französischer Biologe                                                        | 79    |                             |
| 3. November  | Carl H. Ernst                                 | US-amerikanischer Herpetologe                                                | 80    |                             |
| 3. November  | Maria Guinot                                  | portugiesische Sängerin                                                      | 73    |                             |
| 3. November  | Walter Hagen-Groll                            | deutscher Chordirektor                                                       | 91    |                             |
| 3. November  | Sadaharu Horio                                | japanischer Künstler                                                         | 79    |                             |
| 3. November  | Bernd Jogalla                                 | deutscher Journalist                                                         | 60    |                             |
| 3. November  | Hans Kindermann                               | deutscher Jurist und Fußballfunktionär                                       | 96    |                             |
| 3. November  | Arndt Koeppen                                 | deutscher Jurist und politischer Beamter                                     | 71    |                             |
| 3. November  | Sondra Locke                                  | US-amerikanische Schauspielerin                                              | 74    |                             |
| 3. November  | Jean Mohr                                     | Schweizer Fotograf                                                           | 93    |                             |
| 3. November  | Edith Polland-Dülfer                          | deutsche Künstlerin und Grafikerin                                           | 87    |                             |
| 3. November  | Roger Victor Rakotondrajao                    | madagassischer Bischof                                                       | 58    |                             |
| 3. November  | Ludwig Schneider                              | deutscher Journalist                                                         | 77    |                             |
| 2. November  | Horst Barth                                   | deutscher Politiker                                                          | 85    |                             |
| 2. November  | Peter Bircks                                  | deutscher Fußballfunktionär                                                  | 66    |                             |
| 2. November  | Naftali Bon                                   | kenianischer Leichtathlet                                                    | 73    |                             |
| 2. November  | Heinz Boock                                   | deutscher Fußballtrainer                                                     | 89    |                             |
| 2. November  | Roger Bootle-Wilbraham, 7. Baron Skelmersdale | britischer Politiker                                                         | 73    |                             |
| 2. November  | Alfred Böswald                                | deutscher Historiker und Politiker                                           | 86    |                             |
| 2. November  | Otto Brüller                                  | deutscher Materialwissenschaftler                                            | 82    |                             |
| 2. November  | Raymond Chow                                  | chinesischer Filmproduzent                                                   | 91    |                             |
| 2. November  | Christian Daghio                              | italienischer Muay-Thai-Kämpfer                                              | 49    |                             |
| 2. November  | Helmuth Egelkraut                             | deutscher Theologe                                                           | 80    |                             |
| 2. November  | Hans Haller                                   | deutscher Internist                                                          | 97    |                             |
| 2. November  | Roy Hargrove                                  | US-amerikanischer Jazzmusiker                                                | 49    |                             |
| 2. November  | Jane H. Hill                                  | US-amerikanische Anthropologin und Linguistin                                | 79    |                             |
| 2. November  | Torben Jensen                                 | dänischer Schauspieler                                                       | 74    |                             |
| 2. November  | Álvaro de Luna                                | spanischer Schauspieler                                                      | 83    |                             |
| 2. November  | Kitty O’Neil                                  | US-amerikanische Stuntfrau                                                   | 72    |                             |
| 2. November  | Dirk Pilz                                     | deutscher Literaturwissenschaftler                                           | 46    |                             |
| 2. November  | Hans Reichenbach                              | deutscher Mikrobiologe                                                       | 82    |                             |
| 2. November  | Garry L. Rempel                               | kanadischer Chemieingenieur                                                  | 74    |                             |
| 2. November  | John Russell, 27. Baron de Clifford           | britischer Adliger und Politiker                                             | 90    |                             |
| 2. November  | Severin Schneider                             | österreichischer Ordensgeistlicher                                           | 87    |                             |
| 2. November  | Pere Antoni Serra Bauzà                       | spanischer Verleger                                                          | 90    |                             |
| 2. November  | Brooks Tillotson                              | US-amerikanischer Hornist                                                    | 88    |                             |
| 2. November  | Andrew Urdiales                               | US-amerikanischer Serienmörder                                               | 54    |                             |
| 2. November  | Sami-ul-Haq                                   | pakistanischer Islamgelehrter                                                | 80    |                             |
| 1. November  | Robert Basic                                  | deutscher Blogger                                                            | 51    |                             |
| 1. November  | Vinton Beckett                                | jamaikanische Leichtathletin                                                 | 95    |                             |
| 1. November  | Alain Chevalier                               | französischer Unternehmer                                                    | 87    |                             |
| 1. November  | Carlo Giuffré                                 | italienischer Schauspieler und Regisseur                                     | 89    |                             |
| 1. November  | Leroy Haley                                   | US-amerikanischer Boxer                                                      | 63    |                             |
| 1. November  | Theodor Hoffmann                              | deutscher Admiral und Politiker                                              | 83    |                             |
| 1. November  | Winfried Petersen                             | deutscher Organist, Domkantor und evangelischer Landeskirchenmusikdirektor   | 90    |                             |
| 1. November  | Christopher Stahl                             | deutscher Autor                                                              | 74    |                             |
| 1. November  | Werner Steffens                               | deutscher Politiker                                                          | 81    |                             |
| 1. November  | Ken Swofford                                  | US-amerikanischer Schauspieler                                               | 85    |                             |
| 1. November  | Klaus Thurau                                  | deutscher Mediziner                                                          | 90    |                             |
| 1. November  | Tatjana Troizkaja                             | sowjetische bzw. russische Archäologin                                       | 93    |                             |
| 1. November  | Jurik Wardanjan                               | sowjetischer Gewichtheber                                                    | 62    |                             |
| 1. November  | Barthold C. Witte                             | deutscher Ministerialbeamter und Schriftsteller                              | 90    |                             |

### Datum unbekannt
| Tag                                 | Name               | Beruf, bekannt als              | Alter | Beleg |
| ----------------------------------- | ------------------ | ------------------------------- | ----- | ----- |
| November                            | Friedrich Eckstein | deutscher Maschinenbauingenieur | 84    |       |
| November                            | Kōichirō Nishikawa | japanischer Physiker            | ≈69   |       |
| Tod bekannt gegeben am 26. November | Cäcilie Albrecht   | deutsche Unternehmerin          | 91    |       |
| tot aufgefunden am 15. November     | Kim Porter         | US-amerikanisches Model         | 47    |       |
| Tod bekannt gegeben am 9. November  | Samson Wieland     | deutscher Rapper                | ≈27   |       |
| 4. oder 5. November                 | Serhij Tkatsch     | ukrainischer Serienmörder       | 66    |       |